# Lake Erie Beach
Lake Erie Beach – jednostka osadnicza w Stanach Zjednoczonych, w stanie Nowy Jork, w hrabstwie Erie.